# Voie de la main gauche et voie de la main droite
Les termes voie de la main gauche et voie de la main droite se réfèrent à une dualité logique entre deux types distincts de pratiques spirituelles, qu'elles soient religieuses comme dans l'hindouisme ou occultes.
Du point de vue symbolique, la voie de la main droite est assimilée au bien et celle de gauche au mal, ce qui donne également une opposition entre magie blanche (main droite) et magie noire (main gauche).
Du point de vue initiatique, l'ésotérisme de droite s'appuie sur la raison, la connaissance ; celui de gauche sur le cœur, la bonté.

## Classification de l'occulte
L'usage le plus moderne reconnaît les religions qui se concentrent sur le culte d'une ou plusieurs divinités et l'observance de codes moraux stricts comme appartenant à la voie de la main droite ; alors que les religions qui valorisent les buts personnels appartiennent à la voie de la main gauche[réf. souhaitée].
L'expression « voie de la main gauche » fut notamment utilisée par Helena Blavatsky (1831 - 1891) pour désigner les « frères de l'ombre » qui pratiquent la magie noire.

## Dans le tantrisme
Le tantra est une tradition indienne ésotérique qui vient de l'hindouisme et du bouddhisme. Les pratiquants du tantra le divisent en deux voies différentes : dakshinachara et vamachara, termes sanskrit traduits respectivement comme voie de la main droite et voie de la main gauche.
Le dakshinachara consiste en pratiques traditionnelles de l'hindouisme comme l'ascétisme et la méditation, alors que le vamachara inclut aussi pratiques rituelles, consommation de l'alcool ou d'autres toxiques, sacrifices d'animaux et consommation de viande.
Le tantrisme de la main droite sublime le sentiment amoureux ou la pulsion sexuelle, alors que celui de la main gauche ritualise des pratiques sexuelles et utilise le plaisir charnel.

## Critique
Certains auteurs ont une autre vision de l'opposition : pour le poète Fernando Pessoa, « le côté gauche du savoir est la science, le raisonnement, la spéculation intellectuelle ; et son côté droit : la connaissance de l'occulte, l'intuition, la spéculation mystique et cabbalistique. »

#### Sur les traditions de la voie de la main gauche
Certaines traditions religieuses s'inscrivent dans la voie de la main gauche :
- le luciférisme ;
- le satanisme théiste, ou non théiste dont l'Église de Satan ;
- la secte Temple de Set ;
- la Quimbanda.

De même que certaines traditions occultes :
- la Magie du Chaos ;

#### Sur les traditions de la main droite
- puja
- dhyana
- yoga
- magie blanche